# Brooke Hovey
Brooke Hovey z d. Baughman (ur. 8 września 1972) – amerykańska biegaczka narciarska.

## Kariera
Po raz pierwszy na arenie międzynarodowej Brooke Hovey pojawiła się 24 listopada 2000 roku w Vernon podczas zawodów Pucharu Kontynentalnego. Zajęła tam ósme miejsce w sprincie techniką dowolną. W Pucharze Świata zadebiutowała 14 stycznia 2001 roku w Soldier Hollow, zajmując 33. miejsce w sprincie stylem dowolnym. Nigdy nie zdobyła pucharowych punktów i nigdy nie była uwzględniania w klasyfikacji generalnej. Startowała ponadto w cyklu FIS Marathon Cup, zajmując między innymi jedenaste miejsce w klasyfikacji generalnej sezonu 2001/2002. Trzykrotnie stawała na podium w maratonach, ale nigdy nie zwyciężyła. W 2006 roku zakończyła karierę.

## Osiągnięcia

### Puchar Świata

#### Miejsca w klasyfikacji generalnej
- sezon 2000/2001: -
- sezon 2005/2006: -

#### Miejsca na podium
Hovey nie stała na podium indywidualnych zawodów Pucharu Świata.

### FIS Marathon Cup

#### Miejsca w klasyfikacji generalnej
- sezon 2001/2002: 11.
- sezon 2002/2003: 16.
- sezon 2005/2006: 13.

#### Miejsca na podium
| Nr | Dzień     | Rok  | Zawody               | Dystans               | Czas biegu  | Strata      | Miejsce | Zwyciężczyni |
| -- | --------- | ---- | -------------------- | --------------------- | ----------- | ----------- | ------- | ------------ |
| 1. | 23 lutego | 2002 | American Birkebeiner | 52 km stylem dowolnym | 2:24:14,6 h | +2:07,6 min | 2.      | Jeannie Wall |
| 2. | 22 lutego | 2003 | American Birkebeiner | 52 km stylem dowolnym | 2:24:21,8 h | +56,1 s     | 3.      | Lara Peyrot  |
| 3. | 26 lutego | 2005 | American Birkebeiner | 52 km stylem dowolnym | 2:15:30,7 h | +6:30,2 min | 3.      | Lara Peyrot  |